# 维新镇 (筠连县)
维新镇，是中华人民共和国四川省宜宾市筠连县曾经下辖的一个镇。2019年8月，撤销维新镇，将其所属行政区域划归沐爱镇管辖。

## 行政区划
维新镇撤销前下辖以下地区：
新华村、自由村、落箭村、清泉村、安全村、菜坪村、公坪村、田坝村、周坪村、平等村、山坝村、西陵村、东云村、沐阴村和顺阳村。